# محدثه گوداسیایی
محدثه گوداسیایی (انگلیسی: Mohadeseh Goudasiaei؛ زادهٔ ۱۲ ژوئن ۲۰۰۰) بازیکن فوتبال است.
وی همچنین در تیم ملی فوتبال زنان ایران بازی کرده‌است.